# Чекалинское озеро
Чекалинское — озеро на юго-западе Кузоватовского района Ульяновской области, в 4 км к северо-западу от села Лесное Чекалино и в 11 км к юго-западу от посёлка Кузоватово. 3 мая 1988 года на базе озера был создан гидрологический памятник природы регионального значения «Чекалинское озеро» («Озеро Чекалинское») площадью 62,7 га.
Озёрная впадина образовалась на водоразделе рек Томышевка и Темрязанка среди песчаных пород. Склоны очень пологие. Площадь водного зеркала вместе с заболоченным пространством составляет 40 га. Заболачивание озера происходит двумя путями: нарастанием сфагновой сплавины (с северной и восточной сторон, где сразу же у берега значительная глубина) и путём зарастания со дна. Наибольший научный и практический интерес на озере представляет сплавина с её осеверёнными растительными сообществами. Площадь сплавины около 7 га, мощность торфа сплавины — 80 см. Сплавина является местом произрастания редких лекарственных и ценных пищевых растений. Среди них: вахта трёхлистная, росянки, гаммарбия болотная, клюква болотная, очеретник белый, шейхцерия болотная. Особый интерес представляет очеретник белый, находящийся здесь на южной границе своего распространения. Хорошо развита и прекрасно плодоносит клюква. На водной поверхности озера Чекалинского имеются многочисленные островки растительности, состоящие из осок, тростника, сабельника и рогоза; местами в обилии кувшинка чистобелая. Озеро включено в список водно-болотных объектов, охраняемых в рамках международной программы «Тельма».